# ثابت توزیع
ثابت توزیع (distribution constant) یا نسبت تقسیم (partition ratio) یا KD همان ثابت تعادل برای توزیع یک آنالیت در امتزاج دو حلال است.
در کروماتوگرافی برای یک حلال خاص این ثابت برابر است با نسبت غلظت مولار آن در فاز ثابت به غلظت مولار آن در فاز متحرک (سیار). همچنین تقریباً برابر است با نسبت انحلال‌پذیری حلال در هر فاز.
عبارت ثابت توزیع معمولاً با ضریب تقسیم یا ضریب توزیع اشتباه می‌شود.

## بیان
نسبت فعالیت یک محلول A در یک سیستم محلول آبی/ترکیب آلی ثابت باقی خواهد ماند و مستقل از کمیت کل A خواهد بود (بنابراین {\displaystyle [A]_{org}\propto [A]_{aq}}). پس در هر دمایی خواهیم داشت:
{\displaystyle (K_{D})_{A}={(aA)_{org} \over (a_{A})_{aq}}\approx {[A]_{org} \over [A]_{aq}}}
کاربرد ثابت‌های توزیع هنگامی است که بعد از انجام چندین استخراج مایع-مایع همچنان به ما این توان را می‌دهد تا غلظت آنالیت باقی مانده را حساب کنیم. همچنین با کمک این ثابت می‌توانیم پربازده‌ترین روش را در استخراج مایع-مایع انجام دهیم.
بنابراین غلظت A باقی مانده در یک محلول آبی پس از i بار استخراج با یک محلول آلی با استفاده از رابطهٔ زیر بدست می‌آید:
{\displaystyle [A]_{i}=({V_{aq} \over V_{org}K_{D}+V_{aq}})^{i}[A]_{0}}
در رابطهٔ بالا، [A]i غلظت A باقی مانده پس از استخراج Vaq میلی لیتر از محلول با غلظت اولیهٔ [A]0 با i بخش از حلال آلی هر بار به حجم Vorg است.